# Jens Hultén

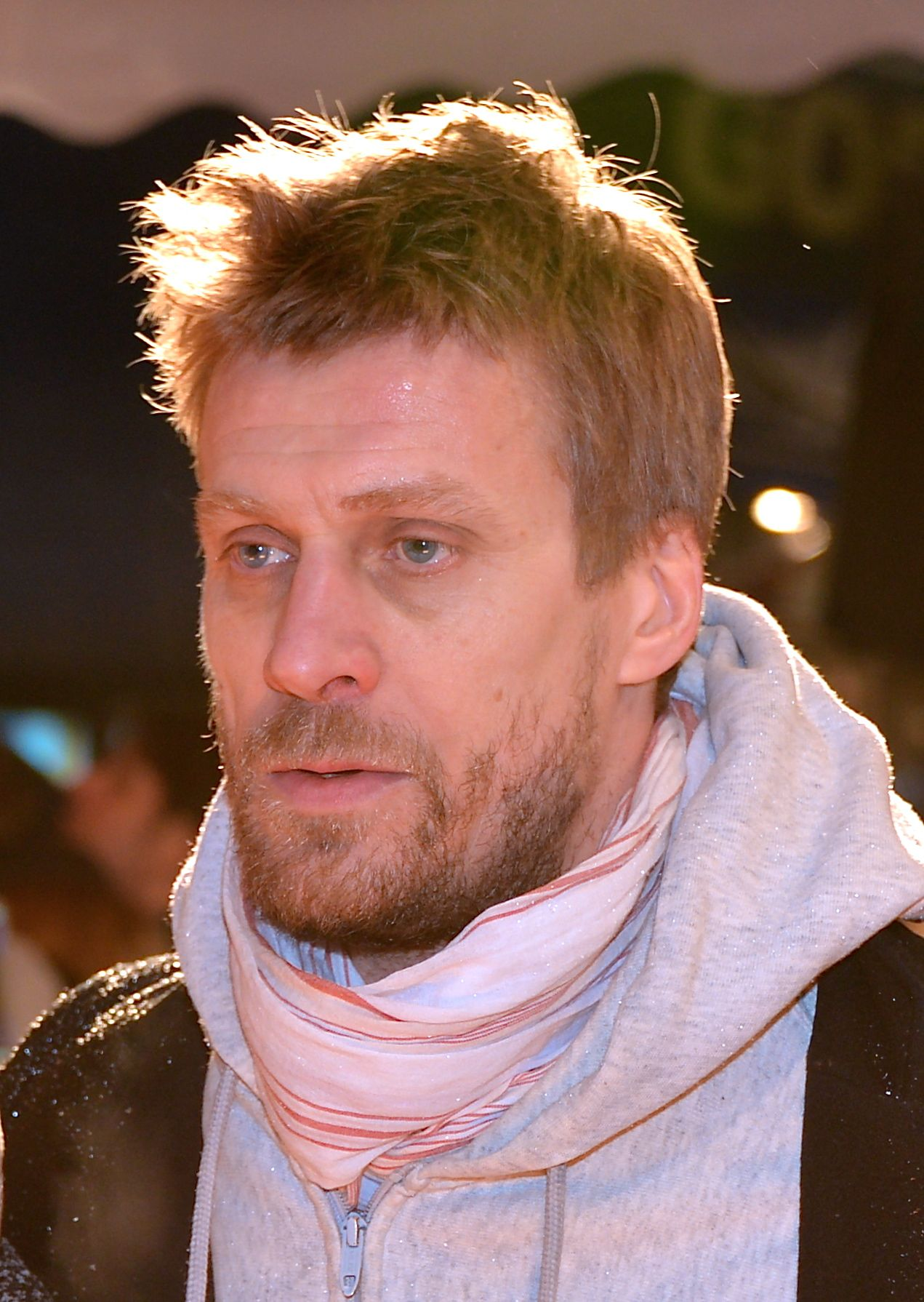
Jens Hultén (2012)

Jens Charley Hultén (* 6. Dezember 1963 in Stockholm, Schweden) ist ein schwedischer Schauspieler.

## Leben
Jens Hultén wurde als Sohn eines Jazzmusikers geboren. Er wuchs mit seiner Schwester in Stockholm auf. Nach seinem Schulabschluss begann er mit dem Kampfsport, so trainierte er ab 1983 Kung Fu in der vom schwedischen Schauspieler und Fernsehmoderator Thabo Motsieloa gegründeten Kampfsportschule. Im Alter von 25 Jahren gründete er seine eigene Kampfsportschule und begann nebenbei als Türsteher zu arbeiten. Nach einer überstandenen Alkoholkrankheit begann er sich ab Mitte der 1990er Jahre für die Schauspielerei zu interessieren. Er bewarb sich bei mehreren Schauspielschulen und wurde von allen abgelehnt.
Ab Ende der 1990er Jahre war Hultén schließlich mehrfach in kleineren Rollen in unterschiedlichen Fernsehserien zu sehen. Mit seiner Darstellung des Lasse in dem von Daniel Fridell inszenierten Drama Under ytan  debütierte er 1997 auf der Leinwand. Hultén konnte sich als Schauspieler etablieren und wurde neben kleineren Rollen in Krimiserien wie Der Adler – Die Spur des Verbrechens und Verdict Revised – Unschuldig verurteilt über größere Rollen wie die des Seth Rydell in der international ausgestrahlten Krimiserie GSI – Spezialeinheit Göteborg bekannt. Nachdem er bereits eine unbenannte Nebenrolle in James Bond 007: Skyfall hatte, spielte er in dem 2015 veröffentlichten Actionfilm Mission: Impossible – Rogue Nation an der Seite von Tom Cruise.

## Filmografie (Auswahl)
- 1997: Under ytan
- 2003: Klaras Fall (Rånarna)
- 2004: Der Adler – Die Spur des Verbrechens (Ørnen: En krimi-odyssé, Fernsehserie, 1 Folge)
- 2008: Verdict Revised – Unschuldig verurteilt (Oskyldigt dömd, Fernsehserie, 1 Folge)
- 2009–2012: GSI – Spezialeinheit Göteborg (Johan Falk, Fernsehreihe, 10 Folgen)
- 2012–2013: Der Kommissar und das Meer (Kommissarien och havet, Fernsehreihe, 3 Folgen)
- 2012: James Bond 007: Skyfall (Skyfall)
- 2013: Der Hundertjährige, der aus dem Fenster stieg und verschwand (Hundraåringen som klev ut genom fönstret och försvann)
- 2013: Drachenkrieger – Das Geheimnis der Wikinger (Gåten Ragnarok)
- 2013: Mord in Fjällbacka : Der Tod taucht auf (Fjällbackamorden: Strandridaren)
- 2015: Mission: Impossible – Rogue Nation
- 2015: Master Plan – Der perfekte Coup (Jönssonligan – Den perfekta stöten)
- 2016: Der Hunderteinjährige, der die Rechnung nicht bezahlte und verschwand (Hundraettåringen som smet från notan och försvann)
- 2018: Alpha
- 2020: Kommissar Bäckström (Bäckström, Fernsehserie)
- 2024: Jakt